# Distrito de Nakapiripirit
El distrito de Nakapiripirit es un distrito ugandés, ubicado al noreste de Uganda. Su nombre, Nakapiripirit, proviene de su ciudad capital, la ciudad de Nakapiripirit que es el centro económico de este distrito y que alberga a más de un tercio de la población del distrito.

## Geografía
Comparte fronteras con el distrito de Bukwo, el distrito de Kapchorwa, el distrito de Sironko, el distrito de Bukedea y con el distrito de Katakwi.
Su población es de un total de 153.862 residentes, según cifras del censo de 2002. Posee un total de 6379 km², que da lugar a una densidad de veinticuatro habitantes por cada kilómetro cuadrado de este distrito.
- Datos: Q1375853
- Multimedia: Nakapiripirit District / Q1375853